# Sebes i meandre de Riba Roja
L'espai de Sebes i meandre de Riba-Roja forma part d'un complex de dues zones humides diferents (Sebes i meandre de Riba-Roja i Meandre de Flix) que comprenen els riberals del riu Ebre entre Riba-roja i Flix. Aquest complex destaca per la seva extensió, pel bon estat de conservació de les comunitats vegetals i l'elevada diversitat de la fauna associada.
L'espai que ens ocupa comprèn 2 sub-unitats: la zona de Sebes, aigües amunt de la resclosa de l'embassament de Flix i el meandre de l'Ebre a Riba-Roja que, si bé no forma part del PEIN, constitueix una unitat ecològica amb aquest espai esmentat. Cal remarcar que aquests riberals, a diferència d'altres espais del mateix territori fisiogràfic, apleguen un bon nombre d'elements septentrionals que contrasten amb el conjunt d'elements meridionals.
L'espai conserva una bona mostra de la vegetació de ribera i aigualosa del curs baix del riu Ebre, amb unitats molt ben representades. De fet, es troben més de 150 espècies vegetals pròpies de la vegetació hidrofítica, l'helofítica i el bosc de ribera. Molt resumidament cal fer esment de la comunitat de llenties d'aigua (Lemna minor); dels herbassars de Myriophyllum verticillatum, Myriophyllum Spicatum i Potamogeton crispus (hàbitat d'interès comunitari, codi 3150); dels canyissars i bogars acompanyats de xisca borda o mànsega (Cladium mariscus) (hàbitat d'interès comunitari, codi 7210), fonoll d'aigua (Oenanthe lachenalii), malví (Althaea officinalis), etc; jonqueres i herbassars amb Carex hispida, lliri groc (Iris pseudacorus), Polygonum salicifolium, Mentha aquatica, etc; els bosquets de tamariu, amb les espècies Tamarix africana i T. Gallica, acompanyats de la cesquera (Erianthus ravennae), l'aloc (Vitex agnus-castus) i d'altres (hàbitat d'interès comunitari, codi 92D0); i, per acabar, vegetació forestal de ribera dominades per les salzedes arbustives de saulic (Salix purpurea) i sarga (Salix elaeagnos), fent costat a l'albereda (hàbitats d'interès comunitari, codi 92A0). L'albereda està constituïda per arbres com l'àlber (Populus alba), el pollancre (Populus nigra), el salze (Salix alba), el vern (Agnus glutinosa) i, esporàdicament el freixe (Fraxinus angustifolia), l'om (Ulmus minor) i altres. Són especialment importants les alberedes de les illes fluvials de la zona de Sebes, mentre que als marges s'hi fan predominantment els canyissars.
Pel que fa a la fauna, sota les aigües del riu es localitza el mol·lusc d'aigua dolça Margaritifera auricularia, que viu enterrat parcialment en el substrat llimós. Aquest animal, estrictament protegit en aquest espai pel Decret 328/1992, està extingit d'arreu d'Europa i només sobreviu a l'Ebre. Els canyissars dels marges fluvials tenen una importància cabdal per a molts ocells que s'hi refugien o nidifiquen. L'ànec collverd (Anas platyrhynchos), el xarrasclet (Anas querquedula), el bernat pescaire (Ardea cinerea), i passeriformes com el rossinyol bord (Cettia cetti), la boscarla de canyar (Acrocephalus scirpaceus), el balquer (A. arundinaceus) o l'arpella (Circus aeruginosus) sovintegen pels canyissars de la zona. Als bosquets de tamariu s'hi troba Tuponia pictiscutum, un heteròpter molt rar que també està estrictament protegit en aquest espai pel Decret 328/ 1992. Els boscos de ribera acullen espècies d'ocells com el milà negre (Milvus migrans), el martinet de nit (Nycticorax nycticorax), el teixidor (Remiz pendulinus) i fins i tot l'àliga pescadora (Pandion haliaetus), entre moltes altres. Per acabar, hi ha una zona de la reserva on s'hi localitza una població important de tortugues de rierol (Mauremys caspicaleprosa).
El Departament de Medi Ambient, amb la col·laboració de l'Ajuntament de Flix, el Grup de Natura Freixe i altres han dissenyat i instal·lat una sèrie d'infraestructures perquè el visitant pugui gaudir d'aquest espai tot respectant-ne la seva integritat. L'actuació principal ha estat la instal·lació de dues passeres de fusta per accedir a zones de gran valor natural sense provocar danys. Una de les passeres permet accedir a una de les illes fluvials recoberta de bosc de ribera; l'altra, condueix també a un aguait que permet observar una llacuna que es va excavar de forma artificial enmig d'un extens canyissar. També s'ha habilitat l'anomenat Mas del Director, des del qual el Grup de Natura Freixe s'ocupa de la gestió de l'espai. Tanmateix cal destacar el projecte de reintroducció de la cigonya blanca (Ciconia ciconia) a les Terres de l'Ebre que s'està duent a terme a la Reserva Natural de Sebes. Aquest projecte presenta una àrea pròpia d'equipaments (Mas de les Cigonyes) amb un observatori enlairat que permet l'observació de les cigonyes i altres ocells. Per acabar, mencionar la mesura de gestió que s'està duent a terme per tal d'evitar l'extensió excessiva de canyissars recuperant herbassars inundables. Es tracta de pasturar aquests espais amb cavalls de la Camarga, especialment adaptats per aquest tipus d'hàbitats. La gran atenció que es dedica a aquest espai en garanteixen el seu ús ordenat i respectuós i la seva conservació. El desembre del 2000 l'Ajuntament va aprovar el Pla de gestió d'aquest espai mitjançant una Resolució.
L'espai es troba inclòs a l'espai del PEIN "Ribera de l'Ebre a Flix", l'espai de la Xarxa Natura 2000 ES5140010 "Riberes i Illes de l'Ebre", i a més fou declarat Reserva natural de fauna salvatge al novembre de l'any 1995. No s'inclou sota aquestes figures la part de la zona humida del meandre de Riba-Roja, que no disposa de cap figura de protecció.